# Хорват, Янош
Янош Хорват (венг. Horváth János; 7 ноября 1921 — 25 ноября 2019) — венгерский экономист и государственный деятель, член национального собрания Венгрии в 1945—1947 и 1998—2014 годах.
Старейший член парламента с 2003 года. Был самым молодым членом парламента Венгрии в 1945 году.

## Биография

### Молодость
Служил разведчиком с 1933 года. Присоединился к Кальвинистскому движению молодежи в 1936—1939 годах. Был председателем Коллегии Soli Deo Gloria в 1938—1939 годах.
В 1940 году окончил Школу коммерции графа Иштвана Сечени в Будапеште. Работал в компании Nostra General Public Company Warehouse до 1947 года, сначала бухгалтером, затем заместителем главного бухгалтера и, наконец, президентом компании. В это время также учился, окончил факультет экономики Йожефа Надора университета технологии и экономики в 1946 году.

### Политическая карьера
В 1942 году Хорват вступил в члены Независимой партии мелких хозяев (FKGP). Был также членом Альянса крестьян. Принимал участие в национальном сопротивлении в 1944 году против режима Скрещённых стрел как член студенческого движения «Свободная жизнь». Был арестован гестапо и приговорён к смерти, однако успешно бежал из тюрьмы.
После окончания Второй мировой войны был избран депутатом муниципального комитета Будапешта. Занимал должность директора по экономической политике Венгерского союза крестьян с мая 1945 по 1947 год. В феврале 1945 года был назначен руководителем XIII Будапештского округа отделение Независимой партии мелких землевладельцев. 4 ноября 1945 года стал членом Временного национального Собрания. Во время своего пребывания на посту стал другом премьер-министра Ференца Надя.
16 января 1947 года арестован по сфабрикованному обвинению в деле Венгерского общества (Magyar Közösség), был приговорён к четырём годам принудительных работ. Исключён из Независимой партии независимых мелких землевладельцев. Вышел из тюрьмы в 1951 году. После этого работал разнорабочим с 1951 и механиком с 1954 года.
Во время венгерского восстания 1956 года участвовал в реорганизации Венгерского союза крестьян. Стал управляющим главой Национального экономического совета по реконструкции. Также присоединился к восстановленной FKGP и стал её лидером в XIII районе. После подавления восстания покинул страну вместе со своей женой 4 ноября 1956 года.

### После 1956 года
9 ноября приехал в Нью-Йорк. Был одним из основателей Венгерского революционного совета. В 1966 году получил докторскую степень в Колумбийском университете. В том же году стал президентом Фонда Кошута. В 1968 году стал профессором в университете Батлера. В 1971—1972 годах работал научным сотрудником Института коммунистических дел Колумбийского университета. В 1983 году основал торговую компанию Indianapolis Export Trading Company.
В 1992 году на выборах в Палату представителей США в Индиане проиграл Эндрю Джейкобсу Младшему.
В 1997 году Хорват вернулся в Венгрию по приглашению Виктора Орбана, лидера партии ФИДЕС. Получил почетную докторскую степень Университета экономики и государственного управления в Будапеште, где читал лекции как приглашенный профессор. С 1999 года — председатель Экономического венгерского союза и член Общества культурного обмена. Он является автором или соавтором четырнадцати книг и нескольких сотен статей. Занимал должность председателя комитета по вопросам экономической политики партии ФИДЕС.
В 1998 году избран депутатом в национальное собрание. Член Комитета по экономике с 25 июня 1998 года по 14 мая 2002 года. Занимал пост председателя Подкомитета по вопросам европейской интеграции, впоследствии стал членом Комитета по иностранным делам.

## Избранные публикации
- Theory of Institutional Inflation
- Grants Economics
- Industrial Concentration
- Tiltott történelmünk, 1945—1947; szerk. Horváth János; Századvég, Bp., 2006
- The legacy of the 1956 Hungarian revolution. With significant documents. Five participants forty years later; többekkel; szerk. Nagy Károly, Peter Pastor, ill. Szalay Lajos; Magyar Öregdiák Szövetség Bessenyei György Kör, New Brunswick, 2010
- Élő történelem. Horváth Jánossal, a parlamenti képviselők doyenével beszélget Spangel Péter; Kairosz, Bp., 2012 (Magyarnak lenni)